# Tzimis Panousis

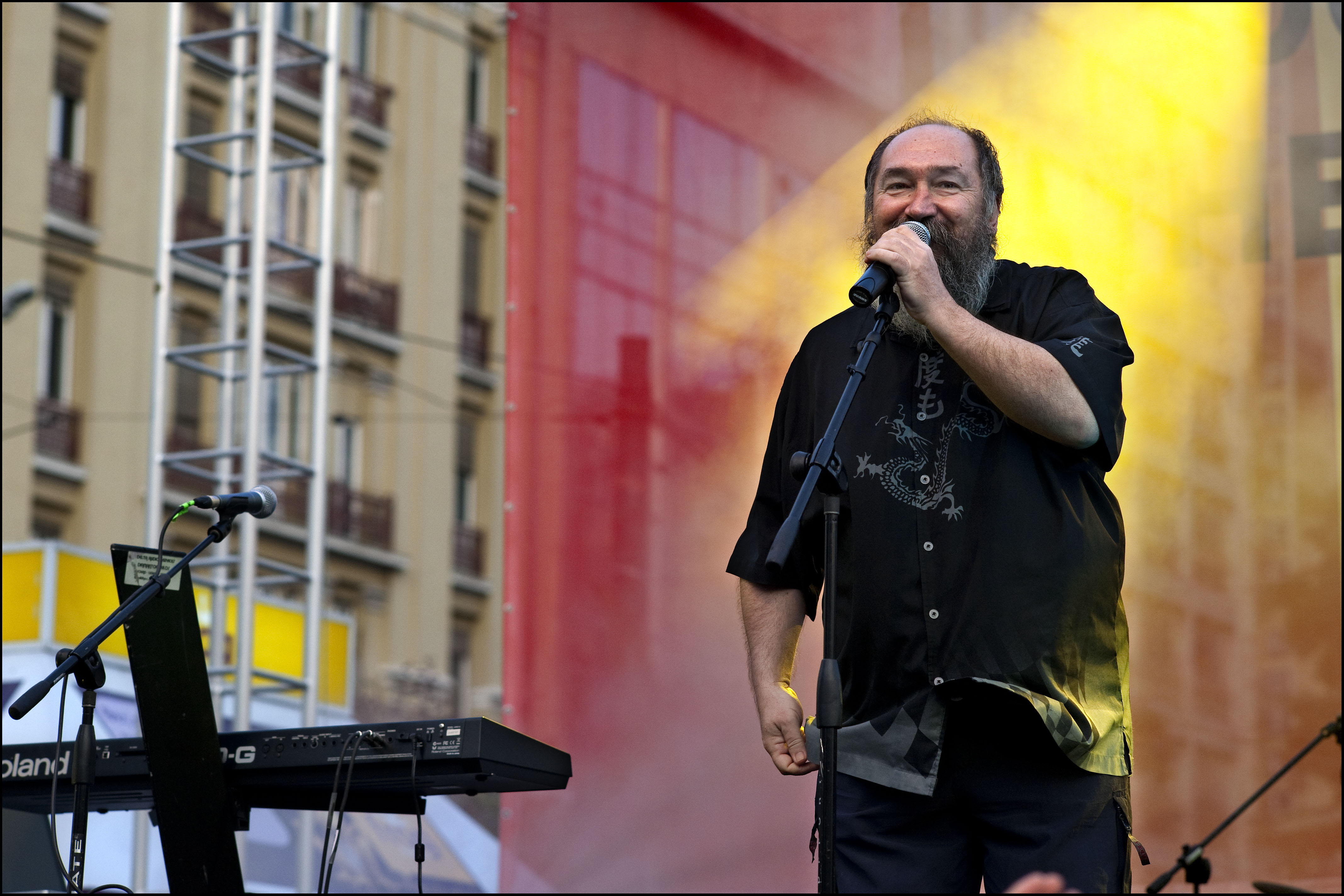
Występ w czerwcu 2009 r.

Tzimis Panousis (Τζίμης Πανούσης, wym. Cimis Panusis, ur. 12 lutego 1954 w Atenach, zm. 13 stycznia 2018 tamże) – grecki muzyk-kontestator, wokalista i artysta kabaretowy stand-up. Jego działalność koncentrowała się głównie w stolicy Grecji. Jego fani określali go przydomkiem "Tzimakos". Był żonaty z Lili Achladioti, z którą miał syna Arisa.

## Biografia artystyczna

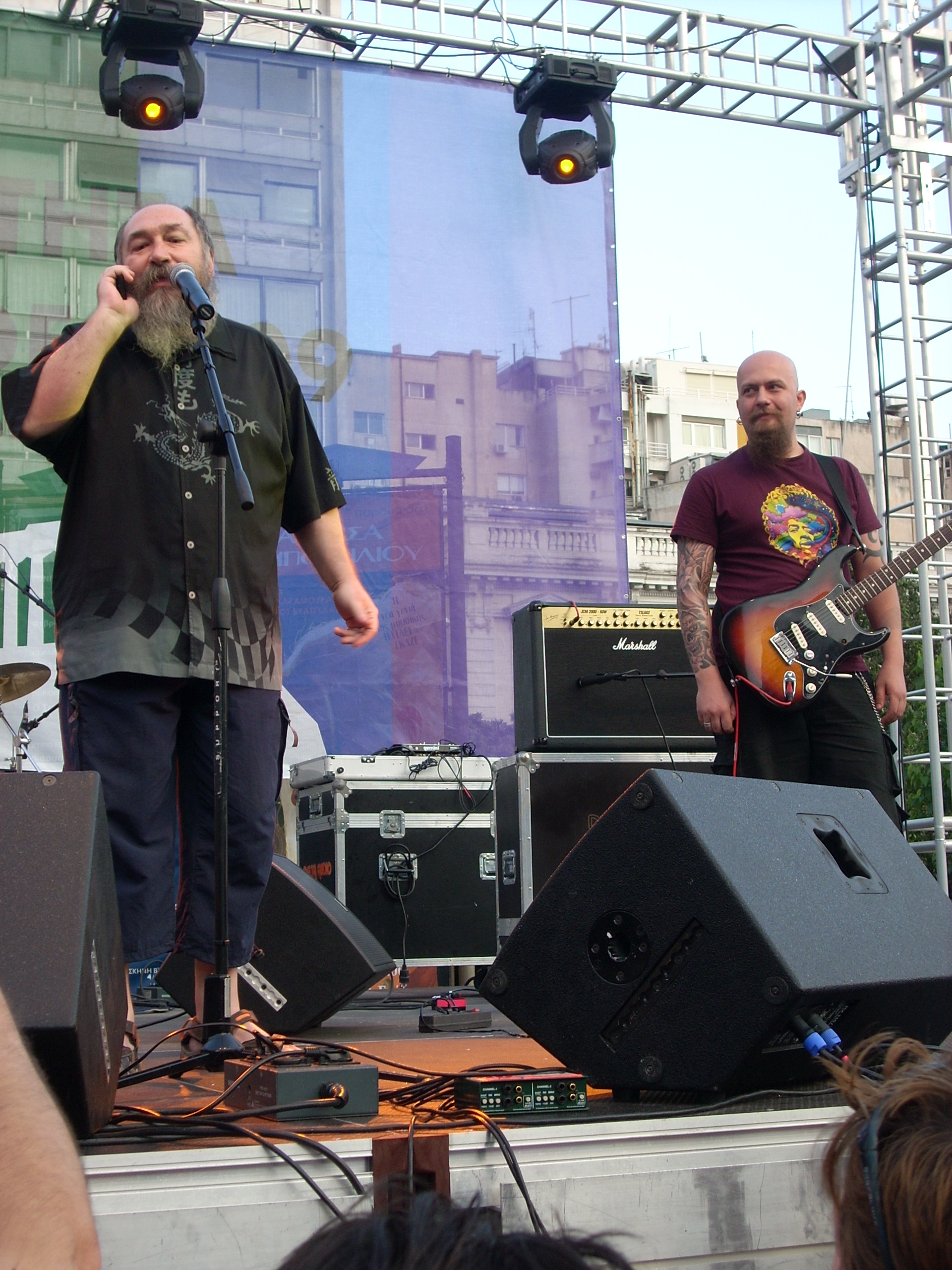
Skecz z telefonem

Panousis pojawił się na scenie muzycznej w pierwszej połowie lat 70., grając w pubach ze swoim zespołem Mousikes Taxiarhies (Μουσικές Ταξιαρχίες, Muzyczne Brygady), w którym był wokalistą i głównym kompozytorem grupy. Ich pierwszy (nieoficjalny) album muzyczny "Disco Tsoutsouni" ukazał się w 1980 roku. Album ten był nielegalnie opublikowaną taśmą, zawierającą wiele pieśni, które później zostały wydane już po oficjalnym debiucie w 1982 roku. W 1986 r. Mousikes Taxiarhies został rozwiązany i Panousis rozpoczął solową karierę.

## Styl artystyczny
Debiutując Panousis wprowadził kontrowersyjny styl muzyki rockowej z humorystycznymi i sarkastycznymi tekstami. Jego utwory zawierały ostre uwagi na polityczne i społeczne realia Grecji, za co kilkukrotnie popadał w konflikt z władzami za obrazoburcze teksty. Jego muzyczny styl był zróżnicowany – obejmował głównie rock, ale także reggae i rembetiko. Podczas występów na żywo, Panousis dostarczał ciętych komentarzy na temat bieżących wydarzeń oraz greckich muzyków i osobistości. Często prowadził dialog ze swoją publicznością, w charakterystycznym stylu stand-up comedy i skeczami z użyciem swojego telefonu. 

## Dyskografia
- 1980: Disco Tsoutsouni
- 1982: Mousikes Taxiarhies
- 1984: An I Giagia Mou Ihe Rouleman
- 1985: Hard Core (koncertowy)
- 1986: Kaggela Pantou (pierwszy album solowy bez zespołu Mousikes Taxiarhies)
- 1987: Himia Ke Terata
- 1990: Doulies Tou Kefaliou (koncertowy)
- 1992: O Roben Ton Hazon (koncertowy)
- 1993: Vivere Pericolosamente
- 2000: Me Lene Popi (koncertowy)
- 2002: Digma Dorean
- 2003: Dourios Ihos
- 2009: Tis Patridas Mou I Simea (koncertowy)

Od połowy lat 90. Panousis prowadził również audycje w różnych stacjach radiowych. Był także autorem sześciu książek ze szczególnym rodzajem sarkastycznych esejów. Ponadto, pojawił się w czterech filmach, z których najbardziej zauważalną jest główna rola w The Dracula of Exarcheia (1981, reżyseria Nicos Zervos). Od 2008 r. był gospodarzem 30-minutowego radiowego show pt. Dourios Ihos w greckiej stacji radiowej "City 99,5".